# Istituto Nazionale di Statistica
Istituto Nazionale di Statistica (ISTAT) – włoski główny urząd statystyczny stworzony w 1926 r. w celu przeprowadzenia narodowego spisu powszechnego.